# الفرقة الخامسة ميكا (سوريا)
الفرقة الخامسة ميكا هي فرقة مشاة ميكانيكية تابعة.للجيش العربي السوري

## هيكل القيادة
الفرقة الخامسة ميكا (2019)
- اللواء 12 مدرع
- اللواء 15 ميكانيكي
- اللواء الميكانيكي 112
- اللواء الميكانيكي 132
- لواء المشاة 38
- فوج المدفعية 175

## التاريخ القتالي
الفرقة الخامسة هي واحدة من أقدم الفرق في الجيش السوري ولم يتغير مقرها في منطقة درعا إلا قليلاً على مر السنين، وبالفعل خلال حرب الأيام الستة كانت الفرقة موجودة وتمركزت في القطاع الجنوبي الغربي على طول الحدود مع الأردن ومرتفعات الجولان.

## أيلول الأسود في الأردن
الفرقة الخامسة، وهي تشكيل مشاة آنذاك، غزت الأردن خلال أحداث أيلول الأسود في الأردن. في سبتمبر 1970، شاركت الفرقة إلى جانب لواء مدرع مستقل وقوات الكوماندوز في هجوم شنه الجيش السوري في الأردن. تتألف الفرقة بعد ذلك من اللواء 88 مدرع واللواء 91 مدرع واللواء الميكانيكي 67 (إجمالي حوالي 200 دبابة T-55).
في نفس الوقت حدث توغل سوري ثان أكبر بكثير: كان يتألف من لواءين مدرعين ولواء مشاة ميكانيكي من فرقة المشاة 5، وحوالي 300 دبابة. على الرغم من أن الدبابات السورية كانت تحمل علامات جيش التحرير الشعبي، إلا أن القوات كانت نظامية للجيش السوري. بعد دفاع غير فعال من قبل اللواء 40 المدرع الأردني الذي فاق عدده القوات السورية بشكل كبير، صد هجوم الفرقة 5 وتعرض لخسائر فادحة في 22 سبتمبر 1970 من خلال جهود سلاح الجو الملكي الأردني.

## حرب يوم الغفران
شاركت الفرقة الخامسة أيضًا في معارك مرتفعات الجولان خلال حرب يوم الغفران، حيث انتشرت مع الفرق الأولى والثالثة والسابعة والتاسعة. كانت الفرقة الخامسة بقيادة العميد علي أصلان والذي كان مسؤولاً عن جبهة جنوب وشرق الرفد وشمال وادي اليرموك. على الرغم من تصنيفها على أنها فرقة مشاة، إلا أنها كانت في الواقع فرقة ميكانيكية. كانت الفرقة الخامسة هي الفرقة الوحيدة المنتشرة التي كانت تمتلك مجموعتها الكاملة من المركبات المدرعة والآلية، مع حوالي 10000 رجل و200 دبابة و72 قطعة مدفعية وعدد متساوٍ من الأسلحة المضادة للطائرات.

## الحرب الأهلية السورية
قبل عام 2011، كانت الفرقة جزءًا من الفيلق الأول. وتعليقًا على الأحداث التي وقعت خلال حصار درعا في أبريل ومايو 2011، أشار هنري بويد من المعهد الدولي للدراسات الإستراتيجية إلى أن "الفرقة المدرعة الخامسة المتمركزة محليًا تم استكمالها بلواء من الفرقة المدرعة الرابعة تحت قيادة ماهر الأسد ".
إزرا هي قاعدة للواء المدرع الثاني عشر التابع للفرقة الخامسة وفوج المدفعية 175. تم الإبلاغ عن مشاركة اللواء المدرع الثاني عشر في حصار قاعدة منغ الجوية بالقرب من الحدود التركية.
في 9 نوفمبر 2014، خلال معركة الشيخ مسكين الأولى، استولى المتمردون على تلال الحيش الشمالية والجنوبية، وأرض تدريب الجيش، وقاعدة كتيبة الرحبة، وقاعدة كتيبة "الكنكورس"، والقاعدة الطبية، و " الحجاجية" قاعدة كتيبة الدبابات وحاجز الحاوي في محيط مدينة نوى.[بحاجة لمصدر][ بحاجة لمصدر ] في وقت لاحق من ذلك اليوم، وفقًا للمرصد السوري لحقوق الإنسان، سيطر المتمردون على المدينة بأكملها بعد تراجع الجيش نحو قاعدة مقر اللواء 112 (الواقعة بين المدينتين) وكذلك الشيخ ماسكين. وفي نهاية المطاف، استولى المتمردون على اللواء 112، وفقًا لما ذكرته وكالتا أنباء عربيتان. وأعلنت كل من الجماعات المتمردة المحلية وجبهة النصرة مسؤوليتها عن تقدم المعارضة. وقالت قناة سانا الرسمية السورية إن القوات "تعيد انتشارها وتعيد تنظيمها في منطقة نوى... من أجل الاستعداد للقتال القادم". وفي نهاية اليوم، أفاد المرصد السوري لحقوق الإنسان، بأن الجيش تقدم داخل الشيخ مسكين. حتى 10 نوفمبر/تشرين الثاني، وفقًا لمصدر عسكري نقلته وسائل الإعلام الموالية للحكومة، كان الجيش لا يزال موجودًا في المنطقتين الجنوبية والشرقية من الشيخ مسكين، وبحسب ما ورد قام بتطهير المنطقتين المحاصرتين المحيطتين بالقاعدة 82 واللواء 112. في اليوم التالي، تقدم المتمردون في الشيخ مسكين وسيطروا على مواقع جديدة واستولوا في النهاية على الأحياء الشرقية في 12 نوفمبر. في عام 2016، خلال معركة الشيخ مسكين الثانية، استعاد الجيش السوري المدينة مرة أخرى بمشاركة الفرقة الخامسة.